# Associação Desportiva Ferroviária Vale do Rio Doce
L'Associação Desportiva Ferroviária Vale do Rio Doce, normalment anomenada Desportiva Ferroviária, o Desportiva, és un club de futbol brasiler de la ciutat de Cariacica a l'estat d'Espírito Santo.

## Història
El club va néixer el 7 de juliol de 1963 després de la fusió de diversos clubs: 
- Associação Atlética Vale do Rio Doce
- Ferroviário Sport Club
- Associação Atlética Cauê
- Esporte Clube Guarany
- Associação Esportiva Valeriodoce
- Cruzeiro

Tots aquest clubs havien estat formats per treballadors de la companyia de ferrocarrils Companhia Vale do Rio Doce. El 1964 guanyà el seu primer campionat professional, el Campionat capixaba. El 1974, competí a la Série A per primer cop. el 1980, hi tornà a competir, acabant quinzè. La seva darrera participació en la primera divisió brasilera fou l'any 1993. El 19 d'abril de 1999 es convertí en una empresa privada i adoptà el nom Desportiva Capixaba. El 8 d'abril de 2011, retornà al nom Associação Desportiva Ferroviária Vale do Rio Doce.

## Palmarès
- Campionat capixaba:

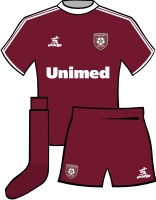
Uniforme local de l'any 2008.

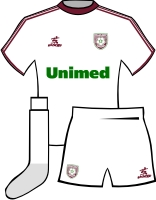
Uniforme visitant de l'any 2008.

  - 1964, 1965, 1967, 1972, 1974, 1977, 1979, 1980, 1981, 1984, 1986, 1989, 1992, 1994, 1996, 2000, 2013, 2016

- Copa Espírito Santo:
  - 2008, 2012

- Campionat capixaba de Segona Divisió:
  - 2007, 2012

- Taça Cidade de Vitória:
  - 1966, 1968

- Torneio Ínicio:
  - 1967

## Estadi
La Desportiva Ferroviária juga a l'estadi Engenheiro Alencar Araripe, inaugurat el 1966, amb una capacitat per a 7.700 espectadors.